# ماني جاسينتو
ماني جاسينتو هو ممثل فليبيني - كندي ولد في 19 أغسطس 1987.

## روابط خارجية
- ماني جاسينتو على موقع IMDb (الإنجليزية)
- ماني جاسينتو على موقع روتن توميتوز (الإنجليزية)
- ماني جاسينتو على موقع ألو سيني (الفرنسية)
- ماني جاسينتو على موقع قاعدة بيانات الفيلم (الإنجليزية)